# 2011-es angol labdarúgó-ligakupa-döntő
A 2010–11-es EFL Cup döntőjét 2011. február 27-én a londoni Wembley Stadionban játszotta az Arsenal és a Birmingham City. A mérkőzést a Birmingham City nyerte meg 2–1-re, így indulási jogot szerezve a 2011–2012-es Európa-liga-sorozatban való részvételre.

## Út a döntőbe
| Arsenal                                       | Arsenal                                       | Arsenal                                       | Forduló    | Birmingham City                                      | Birmingham City                                      | Birmingham City                                      |
| --------------------------------------------- | --------------------------------------------- | --------------------------------------------- | ---------- | ---------------------------------------------------- | ---------------------------------------------------- | ---------------------------------------------------- |
|                                               | Erőnyerő                                      |                                               | 2. forduló | Birmingham City                                      | 3–2                                                  | Rochdale                                             |
| Tottenham Hotspur                             | 1–4                                           | Arsenal (h.u)                                 | 3. forduló | Birmingham City                                      | 3–1                                                  | Milton Keynes Dons                                   |
| Newcastle United                              | 0–4                                           | Arsenal                                       | 4. forduló | Birmingham City                                      | 1–1 (4–3 bün.)                                       | Brentford (h.u)                                      |
| Arsenal                                       | 2–0                                           | Wigan Athletic                                | 5. forduló | Birmingham City                                      | 2–1                                                  | Aston Villa                                          |
| Ipswich Town                                  | 1–0                                           | Arsenal                                       | Elődöntő   | West Ham United                                      | 2–1                                                  | Birmingham City                                      |
| Arsenal                                       | 3–0                                           | Ipswich Town                                  | Elődöntő   | Birmingham City                                      | 3–1                                                  | West Ham United (h.u)                                |
| Az Arsenal 3–1-es összesítéssel jutott tovább | Az Arsenal 3–1-es összesítéssel jutott tovább | Az Arsenal 3–1-es összesítéssel jutott tovább | Elődöntő   | A Birmingham City 4–3-as összesítéssel jutott tovább | A Birmingham City 4–3-as összesítéssel jutott tovább | A Birmingham City 4–3-as összesítéssel jutott tovább |

## Háttér
Az Arsenal a 2010-11-es idényben a két csapat bajnoki találkozóit hazai pályán és idegenben is egyaránt megnyerte. Októberben az Emirates Stadionban győztek 2–1-re, míg újév napján a St Andrews Stadionban diadalmaskodtak 3–0-ra.
Az Arsenalnak ez volt a hatodik Ligakupa döntője, de ezek közül csak kettőt tudott megnyerni, legutóbb 1993-ban a Sheffield Wednesday ellen. A Birmingham City eddig a találkozóig egy döntőt játszott a Ligakupában; 1963-ban 3–1-re legyőzte az Aston Villa csapatát. A 2001-es Ligakupa-döntőt a Liverpool ellen szintén elveszítették, ráadásul azt a találkozót a cardiffi Millennium Stadionban rendezték, így a Birmingham City 55 év elteltével, az 1956-os Fa-kupa-döntőt követően lépett pályára a Wembley Stadionban rendezett kupafináléban.

## A mérkőzés

### Összefoglaló
A mérkőzés első perceiben Lee Bowyer helyzeténél Wojciech Szczęsny szabálytalankodott a birminghami támadóval, és bár a mérkőzés játékvezetője nem fújta le az esetet, a tévéfelvételek alapján utólagosan megállapítható volt, hogy az Arsenal kapusát ki kellett volna állítani.
A mérkőzés nagy részében a londoniak próbálkoztak több támadást indítani, összesen húsz alkalommal lőttek kapura, de Ben Foster ezekből mindössze egy gólt kapott. A kapus lett a találkozó legjobbja, egyúttal az első aki két különböző alkalommal is kiérdemelte az Alan Hardaker-trófeát.
A Birmingham a 28. percben szerezte meg a vezetést a szerb Nikola Žigić fejes góljával. Az Arsenal tizenegy perccel később Robin van Persie góljával egyenlített, aki a Jack Wilshere lövése után kipattanó labdát juttatta a hálóba.
A félidőben döntetlen volt az állás, és egészen a mérkőzés hajrájáig így is maradt. A 83. percben csereként állt be a nigériai Obafemi Martins, aki hat perccel később eldöntötte a találkozót. Az Arsenalnak a hosszabbítással együtt négy és fél perce maradt az egyenlítésre, ami kevésnek bizonyult, így a Birmingham City nyerte meg a találkozót és a 2010-11-es Ligakupát.

### Statisztika
| 2011. február 27. 16:00 GMT |

| Arsenal        | 1–2               | Birmingham City       |
| -------------- | ----------------- | --------------------- |
| Van Persie 39' | (1–1) Jegyzőkönyv | Žigić 28' Martins 89' |

| Wembley Stadion, London Nézőszám: 88,851 Játékvezető: Mike Dean |

| Arsenal | Birmingham City |

|               |    |                      |     |     |
|               |    |                      |     |     |
| GK            | 53 | Wojciech Szczęsny    |     |     |
| RB            | 3  | Bacary Sagna         |     |     |
| CB            | 20 | Johan Djourou        |     |     |
| CB            | 6  | Laurent Koscielny    | 35' |     |
| LB            | 22 | Gaël Clichy          | 52' |     |
| CM            | 17 | Alexandre Song       |     |     |
| CM            | 19 | Jack Wilshere        |     |     |
| AM            | 8  | Samir Nasri          |     |     |
| RW            | 7  | Tomáš Rosický        |     |     |
| LW            | 23 | Andrej Arsavin       |     | 77' |
| CF            | 10 | Robin van Persie (c) |     | 69' |
| Cserék:       |    |                      |     |     |
| GK            | 1  | Manuel Almunia       |     |     |
| DF            | 18 | Sébastien Squillaci  |     |     |
| DF            | 27 | Emmanuel Eboué       |     |     |
| DF            | 28 | Kieran Gibbs         |     |     |
| MF            | 15 | Denílson             |     |     |
| FW            | 29 | Marván as-Samáh      |     | 77' |
| FW            | 52 | Nicklas Bendtner     |     | 69' |
| Menedzser:    |    |                      |     |     |
| Arsène Wenger |    |                      |     |     |

|              |    |                   |       |       |
|              |    |                   |       |       |
| GK           | 26 | Ben Foster        |       |       |
| RB           | 2  | Stephen Carr (c)  |       |       |
| CB           | 5  | Roger Johnson     |       |       |
| CB           | 28 | Martin Jiránek    |       |       |
| LB           | 6  | Liam Ridgewell    |       |       |
| RM           | 7  | Sebastian Larsson | 41'   |       |
| CM           | 12 | Barry Ferguson    | 90+4' |       |
| LM           | 18 | Keith Fahey       |       | 83'   |
| AM           | 8  | Craig Gardner     |       | 50'   |
| AM           | 4  | Lee Bowyer        |       |       |
| CF           | 19 | Nikola Žigić      |       | 90+2' |
| Substitutes: |    |                   |       |       |
| GK           | 1  | Maik Taylor       |       |       |
| DF           | 3  | David Murphy      |       |       |
| DF           | 21 | Stuart Parnaby    |       |       |
| MF           | 23 | Jean Beausejour   |       | 50'   |
| FW           | 9  | Kevin Phillips    |       |       |
| FW           | 10 | Cameron Jerome    | 90+3' | 90+2' |
| FW           | 17 | Obafemi Martins   |       | 83'   |
| Menedzser:   |    |                   |       |       |
| Alex McLeish |    |                   |       |       |

| Játékvezetők - Asszisztensek: - Ron Ganfield - Mike Mullarkey - Negyedik játékvezető: Kevin Friend A mérkőzés legjobbja - Ben Foster (Birmingham City) | Szabályok - 90 perc rendes játékidő - 30 perc hosszabbítás döntetlen esetén - Tizenegyesek, ha a hosszabbítás végén is döntetlen az állás - Hét cserejátékos nevezhető, maximum három bevethető |

|                      | Arsenal | Birmingham |
| -------------------- | ------- | ---------- |
| Lövés                | 20      | 11         |
| Kaput eltaláló lövés | 12      | 7          |
| Labdabirtoklás       | 56%     | 44%        |
| Szöglet              | 6       | 3          |
| Szabálytalanság      | 11      | 9          |
| Les                  | 2       | 4          |
| Sárga lap            | 2       | 3          |
| Piros lap            | 0       | 0          |

Forrás: BBC Sport